# Tropimerus cyaneus
Tropimerus cyaneus är en skalbaggsart som beskrevs av Giesbert 1987. Tropimerus cyaneus ingår i släktet Tropimerus och familjen långhorningar. Inga underarter finns listade i Catalogue of Life.